# Благовещенский, Николай Михайлович
Никола́й Миха́йлович Благове́щенский (2 [14] апреля 1821, Санкт-Петербург, Российская империя — 4 [16] августа 1892, там же) — русский филолог, профессор Казанского и Петербургского университетов; член учёного совета Министерства народного просвещения; профессор и ректор Императорского Варшавского университета; советник министра народного просвещения; автор монографии «Гораций и его время» и переводчик «Сатир Персия».

## Биография
Родился 2 (14) апреля 1821 года в Санкт-Петербурге, сын законоучителя мариинского института. По окончании в 1842 году курса на историко-филологическом отделении Главного педагогического института, отправлен для усовершенствования на три года за границу, где слушал лекции древне-классической филологии в Лейпцигском и Гейдельбергском университетах.
По возвращении из-за границы, 25 января 1845 года определён в Императорский Казанский университет исполняющим должность адъюнкта римской словесности, а 5 июня 1847 года, получив степень магистра, утверждён в звании адъюнкта. Защитив докторскую диссертацию по философии и древней филологии, 28 марта 1851 года стал экстраординарным профессором римской словесности. Через год, 17 апреля 1852 года был перемещён на ту же должность в Императорский Санкт-Петербургский университет и Главный педагогический институт, в котором состоял на службе до самого его закрытия в 1859 году; 27 августа 1859 года был утверждён ординарным профессором университета.
В 1863 году Благовещенский был назначен членом учёного комитета министерства народного просвещения; в период 1867—1869 годов он состоял одновременно и членом учёного комитета при Синоде.
29 декабря 1872 года Н. М. Благовещенский был назначен ректором Варшавского университета и прослужил в этой должности до 20 августа 1883 года, когда, по прошению, был уволен в отставку. Однако вскоре причислен к министерству народного просвещения — уже как советник министра.
С 25 февраля 1891 года — заслуженный профессор и почётный член Казанского университета.

## Труды
Свою учёно-литературную деятельность Благовещенский начал в Казани, где приобрел обе высшие учёные степени. Его диссертации — магистерская («De hieratica, quae dictur, artis Graecorum statuariae periodo», 1847) и докторская («De Romanorum tragoedia», 1851) остались в рукописи; первый печатный труд «О судьбах римской трагедии» появился в «Журнале Министерства народного просвещения» (1848, № 6).
В 1853 году Благовещенский издал на латинском языке исследование о древнеримских застольных песнях («De carminibus convivalibas eorumque in vetustissima Romanorum historia condenda momento», Petropolis, 1853) и напечатал ряд статей в сборнике П. М. Леонтьева «Пропилеи», в «Русском вестнике» и «Отечественных записках».
Журнальные статьи Благовещенского, посвященные характеристике Горация как политического деятеля, поэта и частного человека в связи с состоянием современного ему римского общества и литературы, были изданы отдельной книгой под заглавием: «Гораций и его время» (СПб., 1864; 2-е изд., Варшава, 1878); ещё ранее этой книги Благовещенский напечатал брошюру о Ювенале («Ювенал» — две публичные лекции, читанные в 1859 году).
Главным своим учёным подвигом сам Благовещенский считал перевод сатир Персия — с подробными объяснениями, — печатавшийся в «Журнале Министерства народного просвещения», а потом изданный отдельно (СПб., 1873). «До этого времени произведения Персия были у нас совершенно неизвестны», так как русские переводчики древних классиков обходили этого писателя ввиду трудности его понимания. Благовещенский начал заниматься Персием ещё во время своего профессорства в педагогическом институте и, между прочим, посвятил ему обстоятельный этюд в «Русском вестнике» (1866).
Из позднейших трудов Благовещенского следует отметить: перевод трех сатир Ювенала («Журнал Министерства народного просвещения», 1884—86) и исследования из области античной скульптуры («Винкельман и поздние эпохи греческой скульптуры»,С-Пб., 1891, в «Вестнике изящных искусств»).
Все перечисленные произведения Благовещенского отличаются изяществом изложения, которое, при строгой научности, делает их доступными широкому кругу читателей-неспециалистов.